# Erich Hartmann (photographe)
Pour l’article homonyme, voir Erich Hartmann.
Erich Hartmann (Munich, 29 juillet 1922 - New York, 4 février 1999) est un photographe américain.

## Enfance
Né au cœur de la Bavière, Erich Hartmann est l'aîné d'une famille de trois enfants qui, à l'époque, habite Passau, une petite ville près du Danube et de la frontière autrichienne où la communauté juive est réduite à une poignée d'âmes. La famille Hartmann appartient à la classe moyenne qui vit modestement, mais sans privations. Son père, un social-démocrate de cœur, a combattu durant la Première Guerre mondiale et en a ramené quelques médailles. C'est un homme estimé, qui réussit bien dans son travail. En 1930, alors qu'il n'a que huit ans, Erich fait ses premières photographies tout en poursuivant des études normales.
Dès l'arrivée, en 1933 d'Adolf Hitler au pouvoir, le quotidien de ces familles devient de plus en plus difficile. Ils sont pourtant peu, alors, à prévoir le pire, déjà décelable par le nombre croissant de déportations de Juifs dans ce que l'on nomme alors des camps de travail, entre autres à Dachau, situé à peu de kilomètres de Munich. « Je n'ai jamais oublié mon premier contact avec Dachau », écrit Erich Hartmann. « J'avais fait une chute de vélo et, en entrant dans la salle d'attente d'une clinique toute proche, je trouvai deux hommes, l'un debout, l'autre assis à l'extrémité d'un banc. Le premier portait l'uniforme, les bottes noires et l'insigne à tête de mort des SS; l'autre le pyjama rayé gris et bleu et les galoches des internés de Dachau. Sa tête était rasée, son visage décharné portait des traces de coups. (…) À un moment, les yeux du garde SS tombèrent sur moi, sans manifester le moindre intérêt. J'y vis le calme de ceux qui possèdent la puissance physique absolue. Mes yeux et ceux du prisonnier ne se rencontrèrent pas, mais je surpris en eux un vide que je n'avais remarqué chez aucun homme auparavant. Rien ne se lisait sur son visage. Ce que je voyais, c'était l'absence de toute attente, de tout espoir, une expression du néant. On m'appela bientôt, mon genou fut bandé, et quand je sortis, les deux hommes n'étaient plus dans la pièce. Je ne les revis jamais. Aujourd'hui encore, je reconnaîtrais ce prisonnier (…) J'avais déjà entendu la phrase "mon sang s'est glacé". Maintenant, je savais ce qu'elle signifiait. Pendant cette rencontre, (…) j'avais éprouvé une vraie peur, et même une réelle terreur. Je compris non seulement dans ma tête mais aussi dans mon corps ce que les nazis étaient en train de faire de l'Allemagne, le pays de ma naissance et que j'aimais tant ».
Dans la vie d'Erich, tout va basculer en 1938 lorsqu'en représailles de l'assassinat, à Paris, du troisième conseiller à l'ambassade d'Allemagne, Ernst vom Rath par un jeune juif, les nazis organisent un pogrom sans précédent, connu sous le nom de nuit de Cristal (nuit du 9 au 10 novembre). Les synagogues sont pillées, la plupart des magasins appartenant aux juifs sont saccagés et leurs vitrines brisées—d'où l'expression cristal.
Erich Hartmann a seize ans quand ses parents décident de quitter l'Allemagne pour les États-Unis. Cette opportunité, les Hartmann la doivent en grande partie au soutien financier de la grand-mère maternelle de l'adolescent. Pourtant, « Ce fut un arrachement de perdre ce que je croyais être mon pays et ma langue », raconte-t-il. Entre l'adolescent en fuite et l'homme mûr qui reviendra photographier, selon ses propres termes, le « lourd héritage » du Reich de mille ans, cinquante années vont passer.
En Amérique, Erich se retrouve involontairement chef de famille car il est le seul à parler anglais. Il commence par travailler dans une fabrique de textile à Albany, tout en suivant les cours du soir dans la petite ville, puis les cours de nuit du Siena College de Loudonville où il termine son cycle scolaire.
Au lendemain du bombardement de Pearl Harbor, le 7 décembre 1941, Erich s'enrôle volontairement dans l'armée américaine, et s'entraîne en Virginie et dans l'Ohio. Cependant, il doit attendre un an avant d'y être accepté : « J'étais à la fois classé comme "étranger ennemi" et "adolescent antifasciste" », explique-t-il. Lorsqu'il est enfin enrôlé, il part pendant trois ans servir sa nouvelle patrie à la fois en Angleterre, lors du débarquement des alliés en Normandie, puis comme interprète aux armées en Belgique et, à la fin de la guerre, comme interprète à la Cour pour certains procès de nazis à Cologne.

## Débuts dans la photographie
À la fin des hostilités, il déménage avec les siens au cœur de New York où il rencontre Ruth Ellen Bains, une jeune diplômée en littérature de l'université de Brown qu'il épouse en 1946 et qui lui donnera deux enfants: Nicholas, né en 1952 et Célia, née en 1956. Ayant décidé d'apprendre la photographie pour en faire son métier, il commence par être l'assistant d'un portraitiste puis, en 1948, il s'inscrit à la New School for Social Research en même temps que Charles Leirens, Berenice Abbott et Alexey Brodovitch. Dans les années 1950, Erich Hartmann expérimente les cheminements d'un free-lance, devenant portraitiste lui-même en captant les visages de la romancière Shirley Jackson et du critique Stanley Edgar Hyman, de l'architecte Walter Gropius, de l'écrivain Arthur Koestler ou encore du chef d'orchestre Leonard Bernstein. La musique sera d'ailleurs, pour lui, un vaste terrain d'exploration et de recherches, et il gagnera l'amitié de nombreux interprètes : "La musique m'a captivé bien avant que la photo ne le fasse, se souvient-il. Dans la maison de mes parents, il y avait peu de musique; seulement un antique gramophone sur lequel je passais et repassais sans arrêt des airs de Carmen. C'était bien avant que je sache lire !" Par la suite, Erich Hartmann se fait connaître par son approche poétique des univers de l'architecture, de la science et de l'industrie. Quelques-uns de ses premiers clichés --Formes du Son, Construction de la route maritime de Saint Lawrence ou, encore, Hiver dans le grand nord du Midwest sont publiés dans le magazine Fortune; d'autres dans le magazine Géo.
On raconte qu'un jour, partant livrer un travail de commande dans un immense building, il se serait trompé d'étage et aurait atterri dans les bureaux de la légendaire agence de photos Magnum, créée en 1947 par quatre des photographes les plus célèbres : Robert Capa, Henri Cartier-Bresson, George Rodger et David Seymour, et aurait alors fait la connaissance de Capa qui lui aurait proposé de les rejoindre. Légende ou pas, toujours est-il qu'Hartmann s'associe en 1952 avec l'agence pour en devenir membre en 1954.

## Maturité
À partir de cette année-là, son emploi du temps va se diviser en deux: d'une part, il publie des photos de commande, venues des magazines les plus importants, tels que Life, Time, Newsweek, Paris Match ou, encore, Die Zeit; et d'autre part il assure des photos-reportages, des catalogues ou des brochures (la plupart en couleurs) pour IBM, Nippon Airways, Boeing, RCA, Ford Motor, Citroën, etc.
Sa première exposition personnelle Sunday under the Bridge --une étude sur le pont de Brooklyn—s'ouvre en 1956 au Museum of the City of New York et, en 1962, son livre et son exposition Our Daily Bread traversent les États-Unis. N'arrêtant pas de voyager, Erich Hartmann fait une escale à Londres, où il travaille sur l'architecture britannique pour le Daily Telegraph, tout en collaborant pour le Johns Hopkins magazine, le Sunday Times, la chaîne de télévision ABC ou les magazines Venture et The Sun.
De 1969 à 1973, Erich Hartmann consacre beaucoup de son temps pour donner des cours et assurer le suivi des enseignements d'atelier de photographie à l'université de Syracuse ainsi qu'à l'International Fund for Concerned Photography. En 1972, le Conseil européen de recherches spatiales publie une étude intitulée L'Espace : objectif terre, étude des satellites européens, de leur technologie et de leur design où un très grand nombre de ses photos sont incluses. Son regard sur ces sujets est surprenant, tant Hartmann parvient à dégager une âme, ou, tout du moins, une poétique parfois presque surréaliste à partir de machines, de formes mathématiques abstraites qui prennent l'aspect aqueux d'improbables habitants des fonds marins ou celui de planètes lointaines. Il en ira de même avec son étude sur L'univers du travail ou, encore, ses clichés sur les fabriques de verre, la construction des bateaux, le quotidien d'une vie à la ferme ou les chaines de production alimentaire.

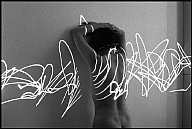
Série "Écrire avec la lumière"
(c) Erich Hartmann/Magnum.

Son intérêt majeur, dans son travail comme dans sa vie, consiste à appréhender la façon dont les gens sont façonnés tant par l'environnement dont ils proviennent que par ceux qu'ils créent. En fait, le regard que porte le photographe sur ce qui l'entoure est celui d'une découverte perpétuelle, qu'elle soit celle des mariniers solitaires du Maine ou celle des coffres de banques scellés comme des cages. Découverte aussi des vertiges d'un archet sur un violoncelle comme du silence d'une plage abandonnée; de la sensualité d'une vague comme des dessins de la pluie. Il saisit lieux et personnes dans un temps d'arrêt, mais voit au-delà. Incongruité d'une rencontre de pieds de statues et de pieds de visiteurs dans un musée parisien; étrange rassemblement de mannequins de bois qui, déjà, évoque le néant des camps; froideur apparente du monde des bureaux; fatigue d'une femme dans un métro désert…
Dans les années 1970, tout en poursuivant des projets personnels où la photographie se lie à la littérature—l'Angleterre de Shakespeare, le Dublin de Joyce, la Venise de Thomas Mann ou le Wessex imaginaire de Thomas Hardy; Erich Hartmann commence à travailler les reflets, les puzzles ou recompositions, les échos d'images—le jeu de gouttes d'encre dans l'eau, par exemple, et aborde une nouvelle écriture qui sera celle de la lumière laser : "Il voulait, par ce procédé, que la lumière devienne véritablement écriture, et qu'inversement, la photographie devienne graphie", rappelle Ruth Hartmann en 2000. Dans cette recherche, qu'il appellera Écrire avec la lumière, Erich Hartmann fait figure de novateur impressionnant.
En 1985, Hartmann devient Président de l'agence Magnum pour une année. Le plus long de ses voyages reste encore à venir.

## Le retour
À partir des années 1990, Hartmann se consacre de plus en plus à des projets personnels à long terme, et devient, en 1994, un collaborateur-donateur de Magnum. Parmi ses projets personnels, il en existe un plus personnel encore; qui surgit du fond de sa mémoire: témoigner sur les camps. "Peu après le Jour de la Victoire, écrit-il, alors que je me trouvais à Augsbourg, je me rendis au camp de concentration de Dachau. Les nombreux cadavres entassés que les troupes alliées de libération avaient trouvés en entrant avaient déjà été enterrés, et la plupart des baraquements vidés et détruits. (…) Dans l'une des constructions subsistantes, une sorte de présentation avait été faite pour les visiteurs. Un uniforme de prisonnier avait été placé près de la porte avec un écriteau accroché sur la poitrine, qui disait "ICH BIN WIEDER DA" (je suis de retour), évoquant le souvenir des prisonniers qui avaient essayé de fuir. (…) Je me souviens que ce carton parlait aussi de moi, que je me trouvais une fois encore là où j'étais né, de retour de mon nouveau foyer, où j'étais tellement en sécurité, pour être confronté à ce qui était arrivé à des gens comme moi. (…) Longtemps après, je crus qu'en ayant participé à la libération de l'Europe, j'avais également contribué à arrêter la souffrance et les massacres des camps, et que quelle que soit la dette que je devais à ceux qui y avaient été torturés et tués, je l'avais payée."

Mais certaines dettes ne se règlent pas aussi facilement et c'est aux abords de ses soixante-dix ans qu'Hartmann ressent un appel l'incitant à retourner vers les camps. Devant, un jour, partir travailler en Bavière avec son fils, et en profiter pour passer avec lui quelques jours de vacances, ce dernier lui dit : « D'abord, tu dois me montrer le camp de Dachau ». De retour, après avoir arpenté des allées de solitude, Nicholas Hartmann prit le bras de son père et lui murmura : " Je pensais que j'aurais pu te perdre là." L'appel se matérialise alors : si Hartmann, au cours de ses nombreux déplacements, a déjà pris des clichés de certains camps, il s'agit d'entreprendre un voyage dans ce seul but. En hiver 1993, il part avec sa femme pour plus de huit semaines, à la fois en Allemagne, en Pologne et jusqu'aux confins les plus reculés de l'Europe où la Shoah était passée. Hartmann ne se fait pas de doute : d'autres, avant lui, ont déjà témoigné et sa présence ainsi que ses photos ne diminueront pas la souffrance des survivants. "Je me sentis simplement obligé d'aller dans autant de camps qu'il était possible, de remplir ce devoir que je ne pouvais définir et de rendre cet hommage tardif, avec les moyens de mon métier."

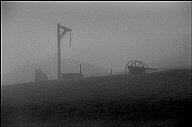
Camp de concentration de Natzweiler-Struthof, France
(c) Erich Hartmann/Magnum.

Auschwitz, Belzec, Bergen-Belsen, Birkenau, Buchenwald, Bullenhuser Damm, Chelmno, Dachau, Emsland, Belower Wald (ceb), Gross-Rosen, Majdanek, Mauthausen, Natzweiler, Neuengamme, Ravensbrück, Sachsenhausen, Sobibor, Theresienstadt, Treblinka, Vught, Westerbork… Longue litanie de l'indicible. Hartmann s'est fixé une règle: photographier exclusivement en noir et blanc ce qu'il découvre dans chaque lieu d'extermination et capter seulement ce qui est et plus jamais ne changera: "J'essayais d'entendre avec mes yeux, rapporte-t-il. Stimulé par ce que je voyais, j'ai photographié rapidement et impulsivement, acceptant les lieux, les objets et les paramètres comme le temps ou l'heure, comme ils venaient, au lieu de réarranger les choses, d'apporter des éclairages additionnels, ou de revenir plus tard, à un moment où je pouvais espérer que la lumière serait plus propice." Erich et Ruth Hartmann voyagent en train, en voiture; trouvent, en Pologne, des taxis-interprètes, poursuivent un chemin sans fin et presque sans repos. "Le temps était à l'unisson, presque toujours menaçant et humide. écrit-il. Il y avait de la neige et un épais brouillard. Les jours étaient courts et, la plupart du temps, il faisait presque nuit, même à midi. Dans le grand silence des camps, je n'entendis presque rien, si ce n'est des aboiements de chiens, ou le crissement de mes chaussures sur le sol, parfois le battement de mon pouls. Même lorsque ma femme m'accompagnait, c'était une plongée dans le silence; les morts ne sont d'aucune aide ici. Les visiteurs, quand il y en avait, étaient peu nombreux. Je fus surpris par l'intensité avec laquelle les camps semblent encore habités par les échos de leur passé sombre et amer, même après tant d'années. Chaque jour que j'y passais, je désirais les quitter aussi rapidement que possible et chaque jour, j'étais reconnaissant d'avoir en mains un appareil photo, une machine dénuée de sentiments, avec laquelle je pouvais tenter d'exprimer ce que je ressentais, plutôt que de juste me trouver là. Je suis convaincu que je n'aurais pu survivre dans aucun de ces camps."
Après un travail de Titan: 126 rouleaux de pellicule et une première sélection de 300 images pour finir par n'en choisir que 74, Erich Hartmann publie, en 1995, le livre In The Camps aux États-Unis, vite suivi par des adaptations en France, en Allemagne et en Italie. Dans le même temps, les expositions des soixante-quatorze photos se multiplient en Italie, en Autriche, en Angleterre. À Paris, c'est l'Arc de Triomphe qui est choisi pour réunir les clichés. Sur le livre d'or de l'exposition, entre mille signatures, on peut lire, en lettres minuscules, Geneviève de Gaulle, Ravensbrück-Paris. Sans doute certaines dettes ne peuvent s'effacer, mais Hartmann, avec cette démarche, a ajouté une pièce inestimable au puzzle d'un monde disparu.

## Les dernières années
Vers la fin des années 1990, Erich Hartmann entend mener à bien deux projets qui lui sont chers: rassembler, d'un côté, tout ce qui traite de la musique pour une exposition qui s'intitulerait Music Everywhere et, de l'autre, trier parmi les milliers de clichés pris au cours de cinquante années de travail, les quelques photographies qui pourraient le mieux témoigner de lui-même. Non pas au sens narcissique du terme, mais au sens où tout ce qu'il a vu, vécu, photographié, exploré, traversé—tant dans les travaux de commande que dans l'œuvre personnelle, s'est imprimé en lui pour finir par faire corps avec lui. On pourrait, d'ailleurs, renverser la métaphore et dire qu'Hartmann est devenu, l'instant d'un cliché, ce mannequin de bois, cette chambre d'hôtel, cette neige de Bergen-Belsen…"J'ai gagné ma vie en tant que photo reporter et photo-journaliste, dira-t-il en 1998. Mais en même temps que je travaillais sur des sujets relevant de l'intérêt général ou bien aussi pointus que le monde industriel et la haute technologie, la photographie était aussi, et inséparablement, le meilleur moyen que j'avais trouvé pour raconter le quotidien de la classe moyenne américaine et me raconter moi, en miroir, à travers notamment ce que le temps enseigne. Ce n'est donc pas un hasard si j'ai choisi l'autobiographie comme sujet privilégié. Je suis tenté de croire que les résultats de cette auscultation personnelle résonnent d'un écho sans limite dans toutes les vies." Au début de l'année 1999, Erich Hartmann entre en pourparlers avec la galerie Fotohof de Salzbourg afin de définir ce que devrait être une exposition qui s'appellerait Where I was. Mais le 4 février, il succombe brutalement à une crise cardiaque.
Après sa mort, Ruth, sa femme, décide de mener à terme la plupart des projets. "J'ai pu terminer le livre et l'exposition "Where I was", dit-elle, car, peu avant de mourir, Erich avait consigné par écrit ce qu'il entendait faire. Peut-être le contraire d'une biographie, où des photographies plus intimes voire familiales auraient eu leur place. En fait, à la question "Où" était Erich ? la réponse est sans doute : partout. Dans les voyages comme chez lui et, surtout, dans ses photographies. La vie privée d'un photographe se dévoile malgré lui à travers l'acte photographique. Les autoportraits, ici, servent de liens pour raconter les lieux, les passions, les situations, les préoccupations, les états d'âme traversés et vécus par un homme qui, tout en racontant un parcours, raconte aussi comment il a appréhendé ce parcours, comment il l'a modelé."
« C'est le regard d'une vie », disait Erich. Il demeure présent.

## Expositions
- 2007 Music Makers --assurée par Ruth Hartmann—United World College of the Adriatic, Duino, Italie.
- 2005 Writing with Light (Écrire avec la lumière) - Artefact Gallery, Zurich, Suisse.
- 2005 Dublin 1964 - Memphis in May - Robinson Gallery Memphis, Tennessee, États-Unis.
- 2004 Dublin 1964 - Gallery of Photography, Dublin, Irlande.
- 2004 Security, Privilege and Freedom: A Transatlantic Crossing on Queen Elizabeth South Street Seaport Museum, New York, États-Unis.
- 2000/02 Where I Was - Galerie Fotohof, Salzburg, Autriche; Leica Gallery, New York, États-Unis; Chapelle Sainte Anna, Passau, Allemagne; Musée juif de Munich, Allemagne; Leica Gallery, Tokyo, Japon.
- 1995/00 In the Camps, Arc de Triomphe, Paris, France; Goethe House, New York, États-Unis; Leica Gallery, New York, États-Unis; NGBK Gallery, Berlin, Allemagne; Kunsthaus, Hamburg, Allemagne; Chapelle Sainte Anna, Passau, Allemagne; National Monument, Camp Vught, Pays-Bas; Palazzo delle Esposizioni, Rome, Italie ; Villa Cian, Spilimbergo, Italie; Sala San Leonardo, Venise, Italie (non exhaustif).
- 1991 High Technology, Berlin et Bonn, Allemagne (non exhaustif).
- 1989 Musicians at Work, Lockenhaus Music Festival, Austriche.
- 1988 Veritas, Cathedral of St John the Divine, New York, États-Unis
- 1987 Washington, Galerie Magnum, Paris, France
- 1985 The Heart of Technology, Paris, Amsterdam, Hambourg, Tokyo.
- 1984 Erich Hartmann Slept Here (Erich Hartmann a dormi ici), Residenz Gallery, Salzbourg, Autriche.
- 1983 Macroworld, Galeries Olympus, Paris, Hambourg, Tokyo, Londres.
- 1982 Train Journey, - Centre culturel français, New York (non exhaustif - expositions prévues aux États-Unis, à Paris, à Tokyo et Hambourg)
- 1982 Europe in Space, The Photographers' Gallery, Londres, Grande-Bretagne.
- 1978 A Play of Light, Neikrug Gallery, New York, États-Unis.
- 1977 Photographs with a Laser, (photographies au laser) AIGA Gallery, New York, États-Unis ; Fiolet Gallery, Amsterdam, Pays-Bas.
- 1976 Carnets de Route et Natures Mortes, - Photogalerie, Paris, France.
- 1971 Mannequin Factory (L'Usine des mannequins) - Underground Gallery, New York, États-Unis; Fiolet Gallery, Amsterdam, Pays-Bas.
- 1962 Our Daily Bread (Notre pain quotidien), New York Coliseum, États-Unis; Département de l'Agriculture, Washington D.C., États-Unis (non exhaustif).
- 1956 Sunday with the Bridge - Museum of the City of New York, États-Unis; Brooklyn Museum, New York, États-Unis.

## Prix et Récompenses
- Photokina Award, Cologne, Allemagne.
- International Award of Photography, Centro di Ricerca e Archiviazione della Fotografia, Spilimbergo, Italie.
- The Newhouse Medal de l'université de Syracuse, États-Unis.
- Le Grand Prix du Art Directors Club, États-Unis.

## Œuvres éditées
- 2000 : Where I Was, Éditions Otto Muller Verlag, Autriche.
- 1995 : In The Camps, éditions W.W. Norton Company, États-Unis
  - In The Camps, Grande-Bretagne
  - Dans le silence des camps : Auschwitz, Belzec, Bergen-Belsen, Birkenau, Buchenwald, Bullenhuser..., Paris, Éditions La Martinière, 1995, 111 p.  (ISBN 2-7324-2139-1).
  - Il Silenzio dei campi, Éditions Contrasto, Italie; Stumme Zeugen : Photographien aus konzentrazionslagern, Éditions Lambert Schneider, Allemagne.
- 1972 : Space: Focus Earth, The European Space Research Organization and Arcade, États-Unis; L'Europe des satellites, hommes et techniques, Arcade, France.
- 1965 : About OXO, Éditions Spectator, États-Unis.